# Basketball-Weltmeisterschaft 1967
Die 5. Basketball-Weltmeisterschaft der Herren fand vom 27. Mai bis 11. Juni 1967 in Uruguay mit 13 Teilnehmerstaaten statt.

## Austragungsorte
| Stadt      | Austragungsort                        |
| ---------- | ------------------------------------- |
| Córdoba    | Córdoba Sport Club                    |
| Mercedes   | Gimnasio de Praga                     |
| Montevideo | Cilindro Municipal (Finalrunde)       |
| Montevideo | unbekannter Austragungsort (Vorrunde) |
| Salto      | Gimnasio de Salto                     |

## Vorrunde
In der Vorrunde spielten jeweils vier Mannschaften in drei Gruppen gegeneinander. Der Sieger eines Spiels erhielt zwei Punkte, der Verlierer einen Punkt. Stand ein Spiel am Ende der regulären Spielzeit unentschieden, so gab es Verlängerung.
Die Auslosung ergab folgende Gruppen:
| Gruppe A                                              | Gruppe B                                   | Gruppe C                                     |
| ----------------------------------------------------- | ------------------------------------------ | -------------------------------------------- |
| - Italien - Mexiko - Vereinigte Staaten - Jugoslawien | - Argentinien - Japan - Peru - Sowjetunion | - Brasilien - Paraguay - Polen - Puerto Rico |

### Gruppe A – Mercedes
| Spiel | Team 1             | Team 2      | 1. H. | 2. H. | Verl. | Ergebnis |
| ----- | ------------------ | ----------- | ----- | ----- | ----- | -------- |
| A1    | Vereinigte Staaten | Italien     | 28:30 | 39:26 | –     | 67:56    |
| A2    | Mexiko             | Jugoslawien | 34:43 | 39:43 | –     | 73:86    |
| A3    | Vereinigte Staaten | Mexiko      | 42:34 | 33:31 | –     | 75:65    |
| A4    | Italien            | Jugoslawien | 30:31 | 32:40 | –     | 62:71    |
| A5    | Italien            | Mexiko      | 27:33 | 33:45 | –     | 60:78    |
| A6    | Vereinigte Staaten | Jugoslawien | 34:38 | 42:33 | –     | 76:71    |

### Gruppe B – Montevideo
| Spiel | Team 1      | Team 2      | 1. H. | 2. H. | Verl. | Ergebnis |
| ----- | ----------- | ----------- | ----- | ----- | ----- | -------- |
| B1    | Sowjetunion | Peru        | 46:17 | 38:29 | –     | 84:46    |
| B2    | Argentinien | Japan       | 34:34 | 35:29 | –     | 69:63    |
| B3    | Sowjetunion | Japan       | 49:26 | 46:30 | –     | 95:56    |
| B4    | Peru        | Argentinien | 40:40 | 25:33 | –     | 65:73    |
| B5    | Sowjetunion | Argentinien | 53:37 | 52:29 | –     | 105:66   |
| B6    | Peru        | Japan       | 37:18 | 44:40 | –     | 81:58    |

### Gruppe C – Salto
| Spiel | Team 1    | Team 2      | 1. H. | 2. H. | Verl. | Ergebnis |
| ----- | --------- | ----------- | ----- | ----- | ----- | -------- |
| C1    | Brasilien | Paraguay    | 45:17 | 40:24 | –     | 85:41    |
| C2    | Polen     | Puerto Rico | 35:29 | 41:35 | –     | 76:64    |
| C3    | Brasilien | Polen       | 48:37 | 35:30 | –     | 83:67    |
| C4    | Paraguay  | Puerto Rico | 23:37 | 29:49 | –     | 52:86    |
| C5    | Paraguay  | Polen       | 26:57 | 34:44 | –     | 60:101   |
| C6    | Brasilien | Puerto Rico | 48:18 | 44:38 | –     | 92:56    |

## Klassifikationsrunde – Córdoba
Nach der Vorrunde spielten die dritt- und viertplatzierten jeder Gruppe in der Klassifikationsrunde um die Plätze 8 bis 13.
| Spiel | Team 1      | Team 2   | 1. H. | 2. H. | Verl.    | Ergebnis |
| ----- | ----------- | -------- | ----- | ----- | -------- | -------- |
| 19    | Paraguay    | Mexiko   | 26:30 | 20:35 | –        | 46:65    |
| 20    | Puerto Rico | Peru     | 36:19 | 16:38 | –        | 52:57    |
| 21    | Paraguay    | Italien  | 22:33 | 36:58 | –        | 58:91    |
| 22    | Mexiko      | Peru     | 30:17 | 26:27 | –        | 56:44    |
| 23    | Puerto Rico | Japan    | 29:24 | 32:37 | 9:9 9:16 | 79:86    |
| 24    | Japan       | Italien  | 32:41 | 25:33 | –        | 57:74    |
| 25    | Puerto Rico | Mexiko   | 32:30 | 27:35 | –        | 59:65    |
| 26    | Paraguay    | Japan    | 26:40 | 29:40 | –        | 55:80    |
| 27    | Italien     | Peru     | 36:25 | 32:21 | –        | 68:46    |
| 28    | Japan       | Mexiko   | 25:31 | 29:38 | –        | 54:69    |
| 29    | Puerto Rico | Paraguay | 37:34 | 41:35 | –        | 78:69    |
| 30    | Puerto Rico | Italien  | 41:39 | 33:39 | –        | 74:78    |
| 31    | Paraguay    | Peru     | 24:26 | 31:39 | –        | 55:65    |
| 32    | Japan       | Peru     | 18:31 | 32:36 | –        | 50:67    |
| 33    | Italien     | Mexiko   | 28:30 | 34:33 | –        | 62:63    |

## Finalrunde – Montevideo
Nach der Vorrunde qualifizierten sich die jeweils ersten zwei Teams einer Gruppe für die Finalrunde. Gastgeber Uruguay war direkt für die Finalrunde qualifiziert.
Bei Punktgleichheit in der Abschlusstabelle bestimmte der direkte Vergleich der Mannschaften über die Platzierung.
| Spiel | Team 1             | Team 2             | 1. H. | 2. H. | Verl. | Ergebnis |
| ----- | ------------------ | ------------------ | ----- | ----- | ----- | -------- |
| 34    | Brasilien          | Uruguay            | 23:14 | 40:31 | –     | 63:45    |
| 35    | Vereinigte Staaten | Argentinien        | 32:30 | 44:36 | –     | 76:66    |
| 36    | Polen              | Sowjetunion        | 29:41 | 32:45 | –     | 61:86    |
| 37    | Brasilien          | Sowjetunion        | 42:42 | 32:36 | –     | 74:78    |
| 38    | Uruguay            | Argentinien        | 29:35 | 46:44 | –     | 75:79    |
| 39    | Polen              | Jugoslawien        | 42:40 | 36:42 | –     | 78:82    |
| 40    | Uruguay            | Vereinigte Staaten | 26:36 | 27:52 | –     | 53:88    |
| 41    | Sowjetunion        | Argentinien        | 51:39 | 45:22 | –     | 96:61    |
| 42    | Brasilien          | Jugoslawien        | 47:41 | 37:46 | –     | 84:87    |
| 43    | Brasilien          | Polen              | 47:35 | 43:50 | –     | 90:85    |
| 44    | Sowjetunion        | Vereinigte Staaten | 23:29 | 35:30 | –     | 58:59    |
| 45    | Jugoslawien        | Argentinien        | 40:38 | 53:31 | –     | 93:69    |
| 46    | Uruguay            | Sowjetunion        | 26:27 | 28:33 | –     | 54:60    |
| 47    | Jugoslawien        | Vereinigte Staaten | 33:39 | 40:33 | –     | 73:72    |
| 48    | Argentinien        | Polen              | 33:27 | 25:38 | –     | 58:65    |
| 49    | Vereinigte Staaten | Polen              | 41:39 | 50:22 | –     | 91:61    |
| 50    | Jugoslawien        | Uruguay            | 29:28 | 28:30 | –     | 57:58    |
| 51    | Argentinien        | Brasilien          | 30:39 | 36:35 | –     | 66:74    |
| 52    | Uruguay            | Polen              | 31:26 | 31:46 | –     | 62:72    |
| 53    | Jugoslawien        | Sowjetunion        | 26:33 | 33:38 | –     | 59:71    |
| 54    | Vereinigte Staaten | Brasilien          | 29:40 | 42:40 | –     | 71:80    |

## Endstände
| Rang                 | Team               |
| Finalrunde           | Finalrunde         |
| -------------------- | ------------------ |
| 1                    | Sowjetunion        |
| 2                    | Jugoslawien        |
| 3                    | Brasilien          |
| 4                    | Vereinigte Staaten |
| 5                    | Polen              |
| 6                    | Argentinien        |
| 7                    | Uruguay            |
| Klassifikationsrunde |                    |
| 8                    | Mexiko             |
| 9                    | Italien            |
| 10                   | Peru               |
| 11                   | Japan              |
| 12                   | Puerto Rico        |
| 13                   | Paraguay           |